# Astatinae

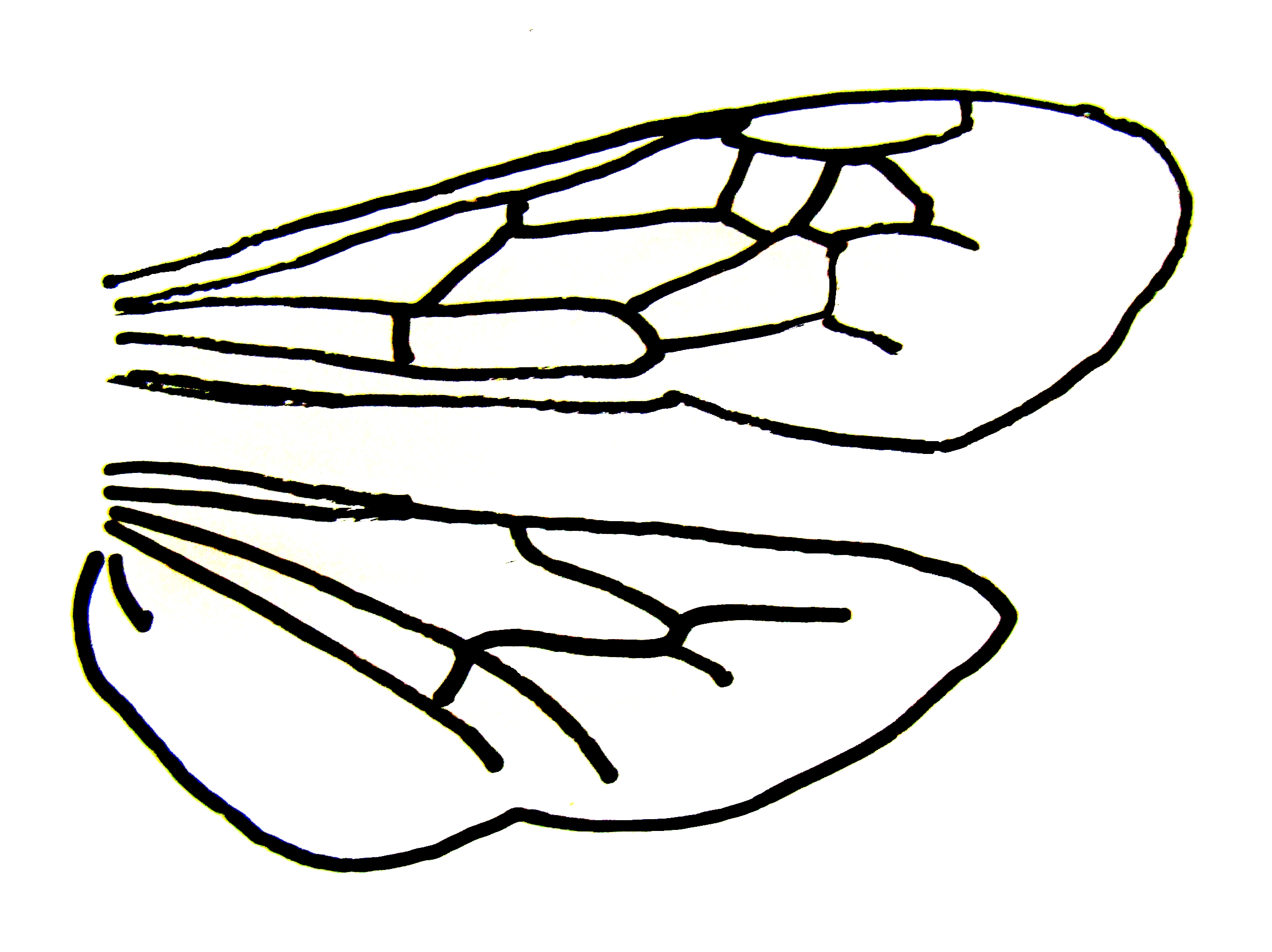
Schema der Flügeladerung der Astatinae

Astatinae ist eine Unterfamilie der Crabronidae innerhalb der Grabwespen (Spheciformes), die weltweit etwa 137 Arten umfasst. Sie umfasst nach Pulawski (2009) vier Gattungen. In Europa ist die Unterfamilie mit 30 Arten in zwei Gattungen vertreten. Von manchen Autoren wird der Unterfamilie auch die Gattung Dinetus hinzugerechnet, diese wird jedoch nunmehr als einzige Gattung in eine eigene Unterfamilie Dinetinae innerhalb der Crabronidae gestellt.

## Merkmale
Die Arten der Astatinae sind häufig schwarz und rot gefärbt. Sie unterscheiden sich von den ähnlichen Arten der Gattung Tachysphex unter anderem durch ein gut ausgeprägtes Flügelmal auf den Vorderflügeln, durch die Aderung der Hinterflügel, bei denen die Analzelle nach der Abzweigung der Medialader endet, durch zwei Sporen an den Schienen (Tibien) der mittleren Beine sowie durch normal ausgebildete Punktaugen (Ocelli). Die Weibchen tragen am Pygidialfeld eine Reihe dicker, gekrümmter, fest anliegender Borsten. Die Facettenaugen der Männchen berühren sich am Scheitel.

## Lebensweise
Männchen kann man häufig dabei beobachten, wenn sie auf exponierten Steinchen, Holz oder auf abgefallenem Laub am Boden lauern und sich dabei ständig umdrehen, um alle Richtungen überblicken zu können. Nach dem Auffliegen kehren sie auch immer wieder zu ihren Sitzwarten zurück. Die Weibchen legen ihre Nester in der Erde an. Die Brut wird mit Wanzen versorgt.

## Systematik
Im Folgenden werden alle derzeit anerkannten rezenten Subtaxa bis hinunter zur Gattung sowie die europäischen Arten aufgelistet:
- Astata Latreille, 1797
  - Astata affinis Vander Linden 1829
  - Astata apostata Mercet 1910
  - Astata boops (Schrank 1781)
  - Astata brevitarsis Pulawski 1958
  - Astata cobosi Giner Mari 1946
  - Astata costae A. Costa 1867
  - Astata gallica Beaumont 1942
  - Astata graeca Beaumont 1947
  - Astata jucunda Pulawski 1959
  - Astata kashmirensis Nurse 1909
  - Astata lusitanica Pulawski 1974
  - Astata miegii Dufour 1861
  - Astata minor Kohl 1885
  - Astata pontica Pulawski 1958
  - Astata quettae Nurse 1903
  - Astata rufipes Mocsary 1867
  - Astata sicula Kohl 1884
- Diploplectron W. Fox, 1893
- Dryudella Spinola, 1843
  - Dryudella aquitana (Pulawski 1970)
  - Dryudella bifasciata (von Schulthess 1926)
  - Dryudella erythrosoma (Pulawski 1959)
  - Dryudella esterinae Pagliano 2001
  - Dryudella femorallis (Mocsary 1877)
  - Dryudella freygessneri (Carl 1920)
  - Dryudella lineata Mocsary 1879
  - Dryudella monticola (Giner Mari 1945)
  - Dryudella picticornis (Gussakovskij 1927)
  - Dryudella pinguis (Dahlbom 1832)
  - Dryudella sepulchralis (Beaumont 1968)
  - Dryudella stigma (Panzer 1809)
  - Dryudella tricolor (Vander Linden 1829)
- Uniplectron F. Parker, 1966.

## Belege